# 수단군
수단군(아랍어: القوات المسلحة السودانية, 영어: Sudanese Armed Forces, SAF)은 수단의 군대이다. 2011년, IISS는 군대의 숫자를 109,300명으로 추정했다. 2022년~2023년에 CIA는 군대의 숫자를 100-125,000명으로 추정했다.
2016년부터 2017년까지 준군사조직인 신속지원군(RSF)은 예멘 내전에 4만 명의 대원이 참여했으며, 이 중 1만 명은 2019년 10월까지 수단으로 귀환했다. 2023년 수단 분쟁의 발발로 SAF와 RSF는 서로 싸웠다.

## 역사
수단군의 기원은 1898년 수단의 재정복 동안 영국에 의해 모집된 수단 남부의 6개 대대의 흑인 군인들로 거슬러 올라갈 수 있다. 수단은 공식적으로 1899년에 앵글로-이집트 수단이 되었다. 시르다르로 알려진 이집트의 가장 높은 지위의 영국인 장교는 또한 수단의 총독을 역임했다. 1922년, 이집트의 지도자 사드 자그룰에 의해 자극된 민족주의 폭동 이후, 이집트는 영국에 의해 독립을 승인 받았다. 이집트인들은 수단에 대한 더 많은 감시를 원했고 알아우티라라고 불리는 이집트군 내에 수단 보조 부대의 전문 부대를 만들었다. 이것은 현대 수단군의 핵심이 되었다.
영국 육군은 1925년에 지역 보조군으로 수단 방위군(SDF)을 구성했다. SDF는 많은 별개의 연대들로 구성되었다. 대부분은 이슬람 군인들로 구성되었고 북쪽에 주둔했지만, 남쪽의 에콰토리아 지방 군단은 기독교인들로 구성되었다. 제2차 세계 대전 동안, SDF는 에티오피아에서 이탈리아인들과 교전하는 연합군을 증강했다. 그들은 또한 리비아 사막의 쿠프라와 잘로 오아시스에서 자유 프랑스와 장거리 사막 그룹 작전을 지원하면서 서부 사막 전역에서 복무했다. "1947년, 수단의 군사 학교들은 문을 닫았고, 수단 군대의 숫자는 7,570명으로 줄었다." 1948년, 첫 아랍-이스라엘 분쟁이 발발했다. 수단의 대령인 해럴드 살레 알말리크는 제2차 세계 대전에서 전투를 목격한 250명의 전투 경험이 있는 군인들을 선발했다. 그들은 퍼레이드에 참가하기 위해 카이로에 도착했고, 이집트군의 다양한 부대로 파견되었다. 수단인들이 제2차 세계 대전에서 함께 싸웠고 이것이 부대의 결속력을 깨뜨렸기 때문에, 이것은 중대한 실수였다. 그 결정은 그 시기의 이집트 군사 계획가들을 나타내는 것이었다. 43명의 수단인이 1948년 아랍-이스라엘 분쟁에서 전사했다. 1953년, 영국과 새로운 이집트 정부는 수단이 독립의 길에 놓일 것이라는 합의에 도달했다. 아메드 모하메드 장군은 1954년 8월에 수단의 첫 번째 육군 대장이 되었다. 이것은 영국이나 이집트에 의해 통치되지 않은 최초의 독립적인 군대를 가졌기 때문에 수단인들에게 중요하다.

### 독립
1954년 토리트 반란의 여파로 제2차 세계 대전 이후 군대를 떠났던 북부 군인들은 다시 군대로 돌아갈 수 있게 되었고 추가 모집이 이루어졌다.
1956년 독립했을 때, 군대는 "고도로 훈련된, 유능한, 군대로 여겨졌지만, 그 성격은 그 후 몇 년 동안 바뀌었다." 그러나 육군 장교들은 독립 전야에 정치에의 개입을 고려하기 시작했다. 숫자는 독립 전에 확대되기 시작했고, 1959년까지 12,000명에 이르렀고, 1972년에 거의 50,000명으로 평준화되었다. 독립 후, 군대는, 특히 교육을 받은 장교 군단은, 점점 더 정치적으로 관여하게 되었고, 군인들은 정당과 정치적 범위에 걸친 움직임들과 스스로를 연관시켰다." 1958년 11월 17일, 군대의 두 명의 고위 장군인 군 사령관 이브라힘 아부드 소령과 아흐마드 압드 알 와하브가 군사 쿠데타로 권력을 장악했다. "군에 의한 점령이 되기는커녕, 수단에서의 쿠데타는 군대에 대한 이양이었다. 그것은 긴급 조치에 대한 요구에 대한 예의에 의한 쿠데타였다."라고 정부 수반인 압달라 할릴이 말했다.
제1차 수단 내전은 1963년 말과 1964년 초 남부에서 일련의 전투로 발발하였다. 경찰 초소와 호송대에 대한 공격은 1963년 9월에 시작되었고, 군대에 대한 세간의 이목을 끈 초기의 공격은 1964년 1월 수단의 와우에 있는 막사를 반군이 공격했을 때 발생하였다. 아부드 대통령은 1964년 중반에 시작된 시위 이후 사임해야 했다.
1969년 동안 수단 육군은 약 26,500명의 남자, 4개 대대의 4개 보병 여단, 3개의 독립 보병 대대, 1개 기갑 연대, 낙하산 연대, 기갑 연대, 3개 포병 연대로 구성되었다. 독립 후, 영국의 고문들은 육군과 공군의 훈련을 도왔고, 육군에서는 영국 장비가 우세했다. 알비스 살라딘 50대, 페레트 장갑차 60대, 특공대 장갑차 45대, 약 25파운드 50대, 105mm 포탄 40대, 120mm 박격포 20대, 보포스 40mm 포 80대가 있었다.
1969년 5월 25일, 가파르 니메이리 대령이 이끄는 몇몇 젊은 장교들이 권력을 장악하여 군대를 두 번째로 정치적 통제권에 넣었다. 1969년부터 1971년까지 9명의 젊은 장교와 1명의 민간인으로 구성된 국민혁명사령부 위원회는 주로 민간인 내각에 권한을 행사했다. 위원회는 군사 조직 내의 파벌만 대표했다. 1971년부터 니메이리는 더 민간인 기반의 정부를 이끌었다. 첫 번째 내전은 1973년 이스마일 장군에 의한 협상된 해결로 끝났다. 수단은 1973년 욤키푸르 전쟁 동안 이집트군의 지원으로 시나이반도에 보병 및 지원 요소가 있는 여단을 보냈다. 1973년 10월 28일에 너무 늦게 도착했고 전투를 보지 못했다.
영국과 다른 서방 국가들과의 외교적, 군사적 관계는 1967년 6월 아랍-이스라엘 분쟁 이후 깨졌고, 그 틈은 소련과의 긴밀한 군사적 협력으로 메워졌다. 소련의 지원은 1966년 18,000명이었던 수단 국군 인력이 1972년까지 거의 50,000명으로 극적으로 증가하는 것과 동시에 일어났다. 1970년대부터 1980년대 초까지 육군과 공군이 사용한 장비의 대부분은 탱크, 포병, 그리고 MiG 전투기를 포함하여 소련 제조업이었다.
제2차 수단 내전은 1982년에 다시 발발하여 2005년까지 계속되었다. 국군은 1986년 인민무력법의 권한에 따라 운영되었다.

## 교육 및 훈련
옴두르만 근처에 있는 와디 사야이드나의 군사대학은 1948년 개교 이래로 수단의 주요 장교 훈련의 원천이었다. 정치, 군사 과학과 신체 훈련에 대한 공부를 강조하는 2년간의 프로그램은 SPAF의 소위로 임관하게 되었다. 1970년대 후반과 1980년대 초에는 매년 평균 120명에서 150명의 장교가 사관학교를 졸업했다. 1950년대 후반에는 약 60명이 매년 졸업했고, 첫 번째 남부 반란에 의해 초래된 동원의 결과로 1972년 초에는 500명 이상으로 정점을 찍었다. 다른 아랍과 아프리카 국가의 학생들도 사관학교에서 훈련을 받았고, 1982년 이디 아민의 권력으로부터의 제거 후 우간다 군대를 재건하기 위한 수단의 기여의 일환으로 60명의 우간다 사람들이 졸업했다.